# Шисе ле Макон
Шисе ле Макон (фр. Chissey-lès-Mâcon) насеље је и општина у источном делу централне Француске у региону Бургоња, у департману Саона и Лоара која припада префектури Макон.
По подацима из 2011. године у општини је живело 256 становника, а густина насељености је износила 16,75 становника/km². Општина се простире на површини од 15,28 km². Налази се на средњој надморској висини од 244 метара (максималној 551 m, а минималној 212 m).

## Демографија
| 1962. | 1968. | 1975. | 1982. | 1990. | 1999. | 2011. |
| ----- | ----- | ----- | ----- | ----- | ----- | ----- |
| 280   | 284   | 246   | 250   | 222   | 226   | 256   |

График промене броја становника у току последњих година